# プレブス
プレブス（古典ラテン語：plebs プレープス）とは、古代ローマ社会における階級のひとつである。主にパトリキ（貴族）と対比して用いられる。日本語では「平民」と訳されることが多い。
主にローマ社会での中流以下の階級を指したが、共和政後期からその意味は次第に薄れていった。

## 発音について
日本語への音写では「プレブス」と表記されることが多いが、古典ラテン語では s の直前の b は [p] と発音され、また長母音と短母音の区別が失われるのは俗ラテン語の時期まで待たなければならず、この plebs の e は長母音であるため「プレープス」という表記の方が原音に近い。

## 概要
プレブスの起源は、パトリキと同様によく分かってはいない。人種的な区分を示す根拠にも乏しく、また王政ローマ時代には両者の区別はあまりされてはいなかった。しかしながら王政初期ロムルス、ヌマ、トゥッルス・ホスティリウスの治世までのローマ市民は全てパトリキと呼ばれていることから、以後アンクス・マルキウスの治世よりローマに移住した人々をプレブスと呼んでいたらしい。当初プレブスはローマ社会で二級市民として認知されており、共和政への転換期前後までは、宗教的な儀式および行政に関わることは許されてはいなかった。
王政廃止以降も元老院という形で行政を独占するパトリキとプレブスの区別は厳格で、十二表法では両者の通婚は禁止されていた。その間プレブス内での氏族関係が整理され、氏族ごとの軍隊に反映され、のちにトリブヌスを生み出すこととなった。
プレブスは徐々に力を増し、既存勢力であるパトリキと対立してくる。まず独自の民会を作り、またローマを去りモンテ・サクロの丘に立てこもるなどパトリキに対して反発。この姿勢に元老院議員であるパトリキは妥協し、紀元前494年に民会で拒否権という強大な権限を持ち、かつプレブスのみが就任できる公職、護民官の設置を承諾する。これ以降プレブスの中でも裕福な者は元老院議員として支配階級に迎え入れられ、リキニウス・セクスティウス法によりコンスルもプレブスに開放される。そして紀元前1世紀にはパトリキ系の元老院議員が減少し、プレブス系の元老院議員が多数を占める中で両者の違いの意味はさほど重要でなくなっていった。
帝政になると本来の意味合いから離れて、プレブスという単語は元老院議員を出した家系でもなく、エクィテス階級でもないローマ市民を指す言葉として使われるようになった。覇権国家として地中海世界に領域を広げたローマにおいて、ローマ市民全員が、属州民や奴隷の上に君臨する支配者階級と化し、『パンとサーカス』という言葉に象徴される特権・既得権を得る存在であった。